# ريتشارد أرشيبالد
ريتشارد أرشيبالد (بالإنجليزية: Richard Archibald)‏ هو مجدف أيرلندي، ولد في 18 يناير 1978 في كوليرين في المملكة المتحدة.

## وصلات خارجية
- ريتشارد أرشيبالد على موقع الاتحاد الدولي للتجديف (الإنجليزية)
- ريتشارد أرشيبالد على موقع اللجنة الأولمبية الدولية (الإنجليزية)
- ريتشارد أرشيبالد على موقع أوليمبيديا (الإنجليزية)